# DSKパーソナルスクール
DSKパーソナルスクールは、東京都新宿区に本社をおくディーエスケー株式会社が、全国16校を展開する大学受験の学習塾・予備校である。1987年1月設立。最盛期には全国に40校を展開し、平成7年8月期の売上は約70億円であった。個人情報保護法の制定で電話での勧誘が困難になったことや、少子化の影響などで生徒が減少、平成24年3月期の売り上げは約13億1000万円まで減少した。16教室に規模を縮小していたが、2014年11月30日限りで事業停止した。今後は自己破産を申請する意向を示した。同年12月8日、東京地方裁判所から破産の開始決定を受けた。負債額は約3億5400万円で、債権者の大半は受講生であった。

## 教室
- 東京都-両国校、町田校
- 千葉県-柏校
- 埼玉県-所沢校、川越校
- 群馬県-高崎校
- 長野県-長野校、松本校、上田校
- 愛知県-千種校
- 岐阜県-岐阜校
- 三重県-四日市校
- 京都府-京都校
- 大阪府-梅田校、天王寺校
- 兵庫県-三ノ宮校、姫路校、尼崎校